# Micryletta immaculata
Micryletta immaculata — вид жаб родини карликових райок (Microhylidae). Описаний у 2021 році.

## Поширення
Ендемік китайського острова Хайнань.

## Опис
Самці завдовжки 23,3–24,8 мм, самиці — 27,7–30,1 мм. Спина бронзово-коричнева до червонувато-коричневої. Боки сріблясто-білі. Горло у дорослих самців темно-коричневе. Живіт білий, без темних візерунків.